# Porceyo
Porceyo es una parroquia del concejo asturiano de Gijón, en España. Pertenece a su Distrito Rural.

## Datos
La parroquia gijonesa tiene una extensión de 5,6 km² y en el año 2016 tenía una población de 689 habitantes, incrementándose en 2022 a 735. Limita con las parroquias de Cenero, Tremañes, Roces y La Pedrera. La ciudad se encuentra al norte, y al estar situada al occidente del concejo pasa por ella la AS-II (carretera que une Gijón con Oviedo), por lo que se han instalado numerosas naves industriales. Que han dividido a la parroquia en dos entornos uno industrial y otro rural.

## Descripción
El núcleo se ha construido alrededor de su iglesia, San Félix de Porceyo, de fábrica original románica. Coexisten dos festividades en la parroquia, las fiestas de la patrona Santa Isabel de Portugal, que transcurren el primer domingo de julio, y la fiesta mayor del patrón, San Félix, en un ámbito más religioso, que se celebra el primer domingo de septiembre. Son fiestas multitudinarias, con barraca, orquestas y juegos (la primera de ellas), lo tradicional es una comida con toda la familia, en la que esté presente como primer plato una buena fabada y acompañada de sidra.

## Toponimia
El origen del nombre de la parroquia se desconoce. No obstante, en su libro Diccionario toponímico del concejo de Gijón, el filólogo especializado en lengua asturiana Ramón d'Andrés recoge dos hipótesis que intentan explicarlo:
- Según la primera de ellas Porceyo procede de Porcilium, un nombre romano de hombre derivado de porcum ("cerdo"). Este sería, por tanto, el apodo personal o familiar del dueño de alguna casería o finca del lugar.

- De acuerdo con la segunda hipótesis Porceyo procede directamente de porcum. El nombre de la parroquia haría entonces referencia a un terreno donde abundaban los jabalíes, cerdos salvajes de la especie Sus scrofa.

## Patrimonio cultural
- La iglesia de San Félix de Porceyo, estilo románico de los siglos XI-XII
- El palacio del Fresno (siglos XVII y XVIII)
- Panteón de los Marqueses de Valero de Urría, romanticismo funerario del siglo XIX
- Palomar del Barriu de Casares
- Quinta del Marqués del siglo XVIII
- Casa mortuoria de poeta asturiano D. Alfonso Camín,
- Altarina
- Lavadero de San Félix
- Quinta la Alcolera. Casona Antigua destilería de alcohol
- Busto in memoriam del Párroco Rvdo. Don Eladio Arguelles

## Festejos
- Enero - Cabalgata de Reyes
- Mayo - Mes de las Flores
- Julio - Solemnidad del Santísimo Cuerpo y Sangre de Cristo (Sacramental)y Fiesta de Santa Isabel de Portugal.
- Agosto - San Félix de Gerona mártir.Patrono Titular de la parroquia, día 1.
- Septiembre - Festividad de Nst. Señora del Rosario. Reina y Madre de Porceyo. Domingo siguiente a la Natividad de Nst. Señora.
- Noviembre - Mes de las Benditas Ánimas del Purgatorio
- Diciembre - Tradiciones navideñas y Belenistas

## Barrios
Se indican entre paréntesis sus nombres en asturiano, los cuales tienen carácter oficial:
- Casares
- Cerca de Arriba (La Cerca Riba )
- Cerca de Abajo (La Cerca Baxo)
- La Eria
- Porceyo
- La Vega (El Barrio Vega)

## Asociaciones
- Agrupación Coral de Porceyo
- Grupo de Coros y Danzas La Alegría de Porceyo
- Asociación de Vecinos San Félix de Porceyo
- Comisión de Fiestas de Porceyo
- Centro Cultural Antigües escueles de Porceyo
- Centro Parroquial.

## Puntos hídricos
- Fuente Nueva
- Fuente San Feliz
- Fuente la Pontona
- Fuente la Reguera
- Fuente el Montán
- Fuente la Pinganiella
- Fuente el Granxu

## Transporte público
- Línea 6 de Emtusa.